# Гайдуков, Фёдор Осипович
Фёдор Осипович Гайдуков (1839—1932) — инженер-строитель, подрядчик, купец. Почётный гражданин Одессы. Фёдор Осипович Гайдуков после окончания строительного училища работал в Одессе. Занимался изучением различных местных строительных материалов и улучшением техники строительства. Жил в доме № 19 на углу Лютеранского переулка, а затем по ул. Софиевская, 15.

## Избранные постройки
Одесса:
- Церковь Адриана и Натальи на Французском бульваре (1897);
- «Лондонская» гостиница на Приморском бульваре (1900, архитектор Ю. М. Дмитренко);
- Учётный банк, а ныне Союз архитекторов[5] (Пушкинская, 12; 1909, архитектор Ю. М. Дмитренко);
- Жилой доходный дом М. и П. Фон-Деш по ул. Гоголя (1909, архитектор В. И. Прохаска);
- Дача Маврокордато (1890-е, архитектор Ю. М. Дмитренко).

Николаев:
- «Русский для внешней торговли банк» (Фалеевская, 7; 1911—1912, архитектор В. М. Кабиольский)

## Память
Решением Одесского городского головы (№ 975 от 29.09.2016 г.) на доме 15 по ул. Софиевской была установлена мемориальная доска в память Ф.О. Гайдукова (и его потомков, архитекторов М.Ф. Безчастнова и И.М. Безчастнова